# Hebius nigriventer
Hebius nigriventer — вид змій родини полозових (Colubridae). Мешкає в М'янмі і Китаї.

## Поширення і екологія
Hebius nigriventer мешкають в штаті Качин на півночі М'янми та в китайській провінції Юньнань. Вони живуть в гірських лісах, на берегах струмків.